# U-Bahnhof Santa Apolónia

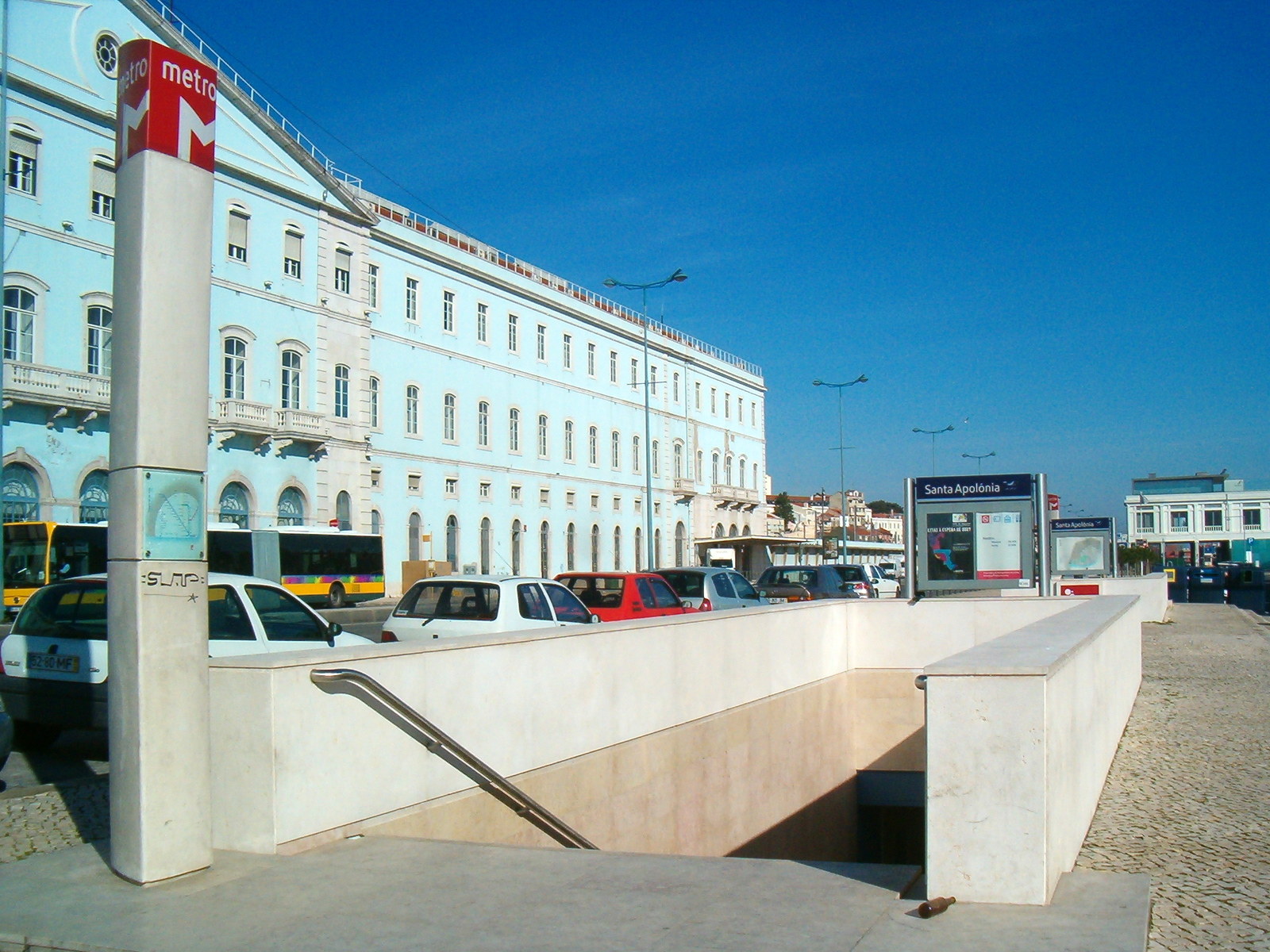
Eingang zum U-Bahnhof Santa Apolónia, im Hintergrund das Gebäude des gleichnamigen Bahnhofes der Eisenbahn

Santa Apolónia ist ein U-Bahnhof der Linha Azul der Metro Lissabon, dem U-Bahn-Netz der portugiesischen Hauptstadt. Der Bahnhof befindet sich unterhalb des gleichnamigen Bahnhofes unter der Avenida Infante D. Henrique der Stadtgemeinde Santa Maria Maior. In dem Bahnhof endet/beginnen die Züge der Linha Azul, der einzige Nachbarbahnhof ist Terreiro do Paço. Der Bahnhof ging am 19. Dezember 2007 in Betrieb.

## Geschichte

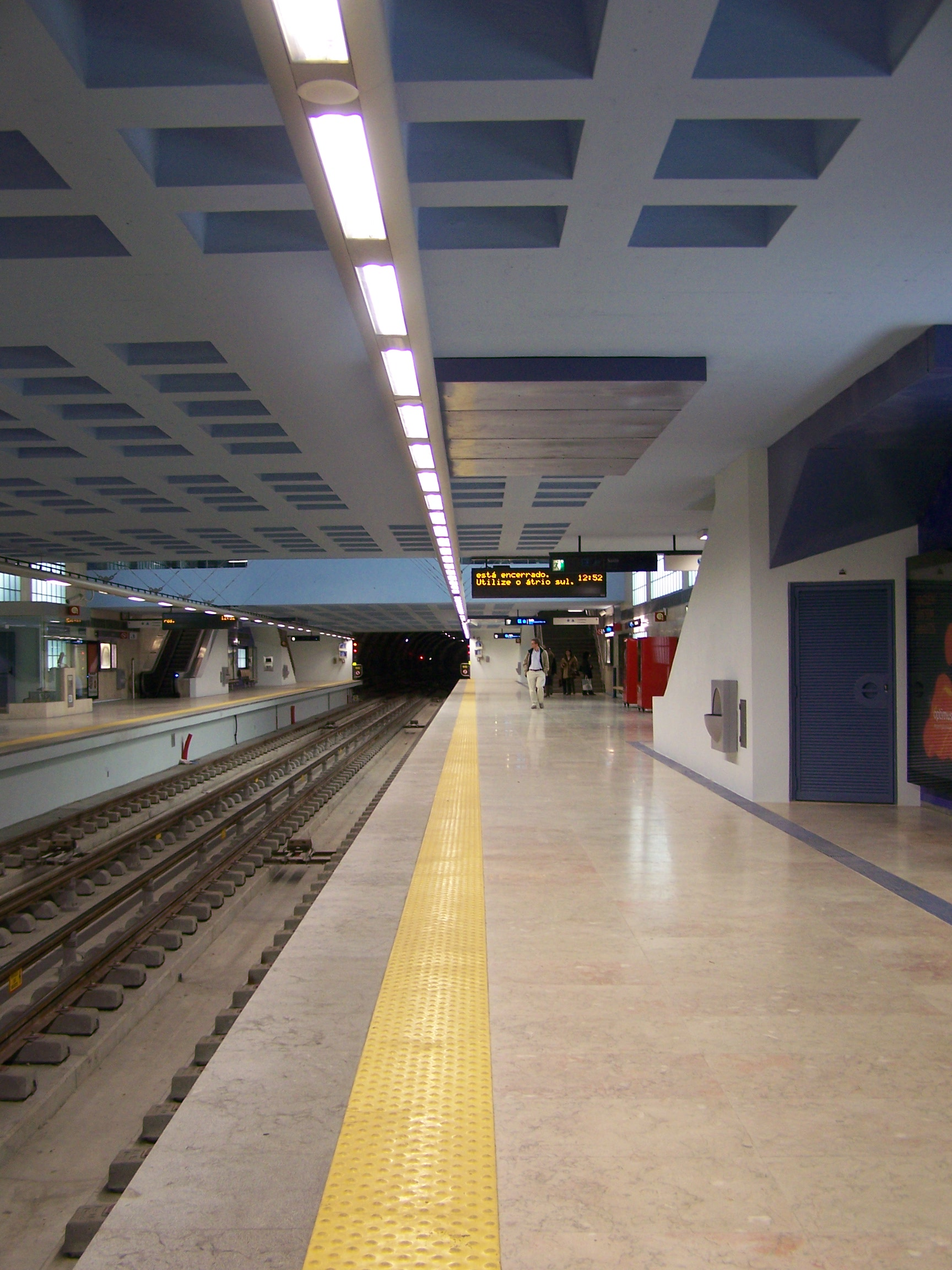
Seitenbahnsteig des im Dezember 2007 eröffneten U-Bahnhofs Santa Apolónia

Die Lissabonner Metro, 1956 eröffnet, hatte bis 2007 nie einen direkten Anschluss an den Bahnhof Santa Apolónia. Eine Straßenbahnanbindung gab es nur bis etwa 1990, seitdem war das letzte Stück zwischen der Rua de Alfândega und dem Bahnhof eingestellt, die Gleise sind bis heute im Asphalt noch sichtbar. Daher bot sich über Jahre hinweg nur ein Anschluss mit Bussen oder mit Regionalzügen selbst, die für Lissabonner jedoch nur in geringem Maße geeignet waren.
Seitdem jedoch die U-förmige U-Bahn-Strecke zwischen den U-Bahnhöfen Jardim Zoológico und Alvalade in zwei eigenen Linien aufgespalten wurden (Linha Azul und Linha Verde), war es geplant jeweils eine Linie bis zu jeweils einem der beiden großen Bahnhöfe am Tejoufer zu verlängern. Seit 1998 fährt die Linha Verde bis zum Bahnhof Cais do Sodré, seitdem sollte auch die Linha Azul bis zum Bahnhof Santa Apolónia fahren. Die Bauarbeiten dafür begannen 1997, zogen sich jedoch wegen des sehr komplizierten Untergrundes und eines schweren Wassereinbruches hin. Letztendlich konnte die Betreibergesellschaft der Metro Lissabon, die Metropolitano de Lisboa, EP am 19. Dezember 2007 die Strecke zwischen den Bahnhöfen Baixa-Chiado bis zum Bahnhof Santa Apolónia in Betrieb nehmen.
Der Architekt Leopoldo Rosa entwarf für den U-Bahnhof zwei nüchterne Seitenbahnsteige, durch hellblaue Leuchtelemente und blaue Wandfarben soll ein Bezug zum nahen Tejo geschaffen werden. Der Künstler José Santa-Bárbara gestaltete das Zwischengeschoss mit den bei portugiesischen Eisenbahn-Bahnhöfen üblichen Azulejos und versuchte auf diesem Wege eine weitere, abstrakte Bezugnahme zum Nachbarbahnhof zu schaffen. Der Bahnhof liegt direkt parallel zu Bahnhofsgebäude der Eisenbahn, so besteht ein direkter Zugang zwischen den beiden Verkehrsmitteln. Zusätzlich besitzt der U-Bahnhof auch noch einen Ausgang zum Kreuzfahrtschiffterminal am Tejo.
Neun Monate nach der Eröffnung des Bahnhofes stellte die Betreibergesellschaft fest, dass statt der geplanten 8000 Fahrgäste 15.000 Fahrgäste pro Tag den Bahnhof benutzen.

## Verlauf
Am U-Bahnhof bestehen Umsteigemöglichkeiten zum Nah-, Regional- und Fernverkehr der staatlichen Eisenbahngesellschaft Comboios de Portugal (CP Urbanos de Lisboa, CP Regional und CP Longo Curso) sowie zu den Buslinien der Carris.
| Linie | Verlauf |
| ----- | --- |
|       | Reboleira – Amadora Este – Alfornelos – Pontinha – Carnide – Colégio Militar/Luz – Alto dos Moinhos – Laranjeiras – Jardim Zoológico – Praça de Espanha – São Sebastião – Parque – Marquês de Pombal – Avenida – Restauradores – Baixa-Chiado – Terreiro do Paço – Santa Apolónia |